# José Robreño y Tort
José Robreño y Tort o, en catalán, Josep Robrenyo i Tort (Barcelona, 1780 - Mar de las Antillas, 1838), fue un escritor, poeta y actor que escribía en español y en catalán.
Autor de teatro prolífico, se le considera un precursor del Teatro de la Renaixença y un personaje de enorme popularidad en su época. Partidario de la causa liberal, se especializa en teatro revolucionario, un género prerromántico. Sus piezas, entre ellas un gran número de sainetes costumbristas, son de carácter patriótico. Los personajes hablan en catalán, aunque los discursos oficiales, llenos de consignas políticas, están en castellano.

## Biografía
El origen social de José Robreño es menestral, trabajando desde joven en el oficio de carpintero.
Aficionado bien pronto del teatro, desde 1811 formó parte del Teatro de la Santa Cruz situado en la Rambla de Barcelona, interpretando papeles de actor cómico donde explotaba su fuerte complexión junto a su pequeña estatura.
Durante la guerra de la Independencia Española luchó en el conflicto y redactó manifiestos en contra del rey José Bonaparte.
A partir de 1821 destacó por hacer defensa férrea de la causa constitucional (Constitución de Cádiz de 1812).
A causa de la defensa de sus ideas políticas padeció penas de prisión, de exilio y censura durante los gobiernos absolutistas hasta que la amnistía de 1832 le permitió reintegrarse públicamente en el mundo del teatro.
En 1838 al iniciar uno de sus viajes para actuar en América el barco encalló y tanto él como su mujer murieron de sed.

## Obras
Obtuvo una gran popularidad gracias a sus obras sobre temas candentes de política en la época que apasionaban al gran público.
Puede considerarse como el precursor de la Renaixença literaria catalana especialmente en el mundo del teatro.
Su producción abarca piezas de costumbres, circunstancias y sobre todo obras de carácter político, caracterizadas en general por el propósito propagandístico, con la intención de estimular al público por la causa Liberal. Para ello llegó a deformar mucho la realidad.
Su teatro era considerado algo ingenuo, pero de estilo directo y fresco, con locuciones, frases hechas y giros populares que le acercan rápidamente a las clases obreras.
Sobresale como autor de sátiras destacando por ello numerosas obras. Se hizo un nombre como autor de piezas teatrales ya a mediados de la década de 1820; caricaturas venenosas de "los serviles", p. ej. La Regencia de la Seo de Urgell o las desgracias del padre Liborio (1822) podría considerarse una preconfiguración de sus dramas anticarlistas posteriores y quizás las primeras piezas de la literatura anticarlista. Las breves obras de Robreño escritas durante el conflicto se volvieron a destinar al público popular y se sabe que se representaron en Barcelona en la década de 1830.
De su extensa producción destacan textos como:
- Mosén Anton en las montañas del Montseny (1822).
- Numancia de Cataluña (1822).
- La fuga la Regencia de la Seu d'Urgell y las desgracias del padre Llibri (1822).
- Don Quijote y Sancho Panza en el castillo del Duque (1834-1835).[6]
- El hermano Buñol (1835).

En poesía destacan los poemas satíricos editados en Barcelona en 1855:
- Sermón de las modas.
- Sermón de las murmuraciones.

En teatro realizó sainetes costumbristas con títulos como:
- El Sarau del Patacada.
- El espatriado (1833).[7]

También otras obras en castellano o bilingües como La Unión o la tía Secallona en las fiestas de Barcelona (1833).